# رسلان ميخايلوف
رسلان ميخايلوف هو لاعب كرة قدم روسي في مركز الوسط، ولد في 22 فبراير 1979 في نوفوروسيسك في روسيا. لعب مع دينامو ستافروبول ونادي فوستوك.